# De institutione feminae christianae
De institutione feminae christianae byla kniha z raného 16. století Juana Luise Vivese, napsaná pro vzdělávání budoucí Marie I. Tudorovny, nadané dcery Jindřicha VIII. Napsána roku 1523, vyšla latinsky a byla věnována Kateřině Aragonské.
Během šestnáctého a sedmnáctého století byla tato práce populární jak v katolických, tak i protestantských kruzích. Tento spis o ženském vzdělávání je rozdělen do tří částí: Kniha I „O svobodných dívkách“, Kniha II „O vdaných ženách“ a Kniha III „O vdovách“.
Kniha byla chválena Erasmem Rotterdamským i Thomasem Morem. Vives v ní prosazoval vzdělání pro všechny ženy bez ohledu na společenskou třídu a schopnosti. Od dětství přes dospívání až po manželství a vdovství nabízí tato příručka praktické rady i filozofické úvahy a byla krátce po vydání v roce 1524 uznána za nejautoritativnější vyjádření o všeobecném vzdělání žen. Vives tvrdil, že ženy jsou intelektuálně rovny mužům, zdůrazňoval intelektuální partnerství v manželství spíše než roli plození, a posunul se za hranice soukromé sféry tím, že ukázal, jak je pokrok žen zásadní pro dobro společnosti a státu.